# Comuna Pogonești, Vaslui
Pogonești este o comună în județul Vaslui, Moldova, România, formată din satele Belcești, Pogonești (reședința) și Polocin. Comuna este traversată de la nord spre sud de râul Tutova, aflându-se între Colinele Tutovei.

## Istoric
Legea comunală de la 1 aprilie 1864 a determinat înființarea comunei. Astfel, comuna Pogonești făcea parte din Județul Tutova, plasa Pereschiv. Satul Pogonești forma comună împreună cu cătunele Belcești, Polocinul de Sus și Polocinul de Jos. 
În 1885, comuna avea o populație de 612 locuitori (31 știau carte) care locuiau în 175 de case. Pe teritoriul comunei existau 2 biserici, o școală (înființată în 1874), 9 crâșme și o moară cu aburi. Bugetul anual al comunei era de 7475 lei.
În anul 1917, pe teritoriul comunei erau deja 3 mori cu abur deținute de Bali Climansa, Mendel B. Alfredo și Pascal Dumitru.
În 1947, comuna Pogonești făcea parte plasa Bârlad.
După 1950, odată cu venirea la putere a regimului comunist, comuna Pogonești a fost desființată, satele componente intrând în administrarea Comunei Ivești. Județul Tutova a fost de asemenea desființat, teritoriul fostei comune Pogonești făcând parte din Raionul Bârlad.
În 25-27 martie 1973, topirea rapidă a zăpezilor a dus la creșterea rapidă a debitului râului Tutova, aceasta cauzând inundații semnificative pe întreaga Vale a Tutovei. O parte dintre gospodăriile din Polocin au fost strămutate în sudul localității Pogonești, ocupând o suprafață de ~8 ha. 
Pe 28 februarie 2003, în urma ședinței Consiliului Local al Comunei Ivești s-a adoptat o hotărâre pentru organizarea unui referendum pe 18 mai 2003 prin care să se decidă reînființarea comunei Pogonești. Din totalul de 3647 de alegători înscriși, 1944 de alegători au participat la referendum. 1832 de alegători au fost de acord cu reînființarea Comunei Pogonești, 87 au votat NU iar 125 de voturi au fost anulate. În urma rezultatelor, Comuna Pogonești a fost reînființată, legea fiind adoptată de Camera Deputaților în ședința din 4 noiembrie 2003.

## Geografie

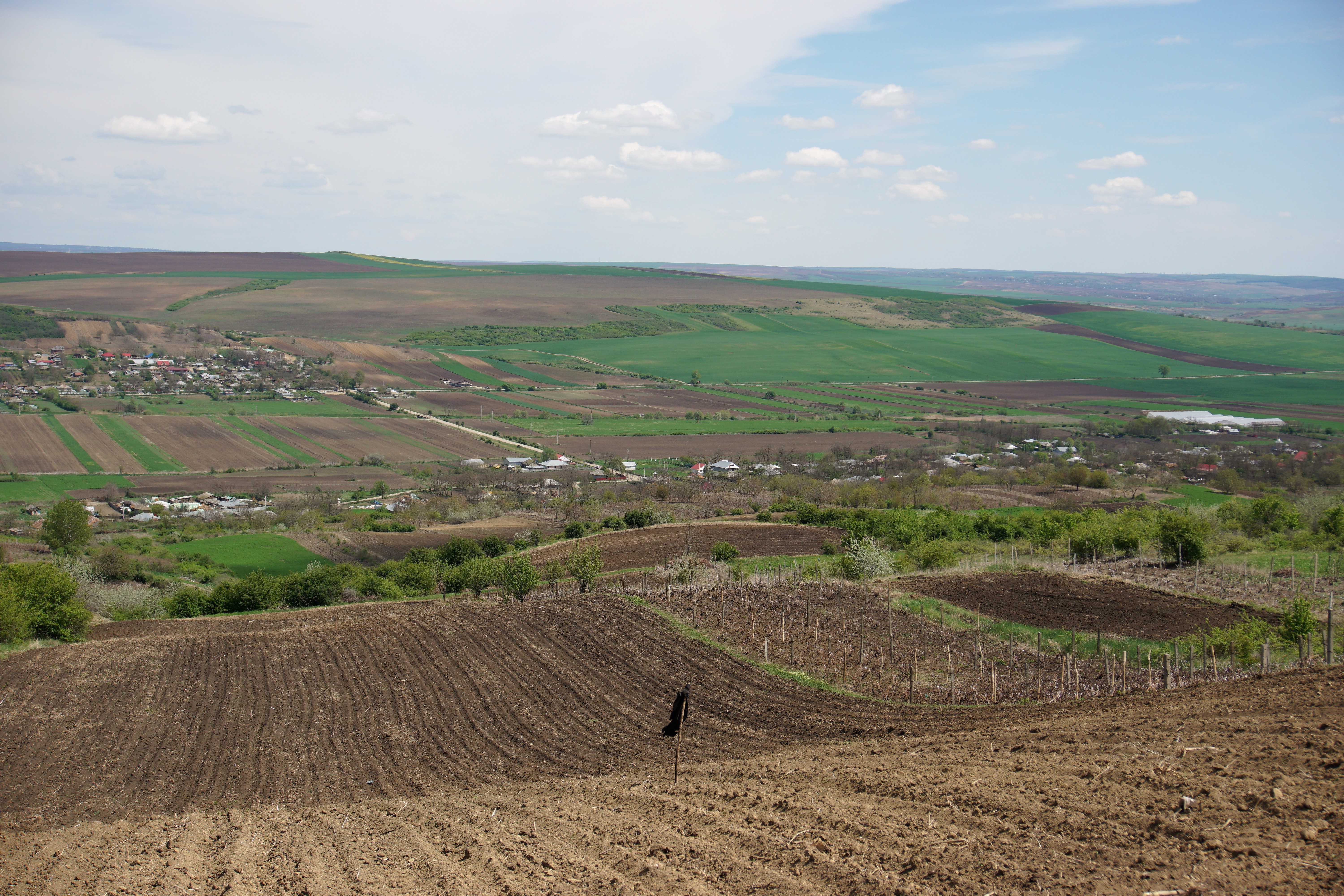
Polocin și Pogonești

Comuna Pogonești este așezată pe Colinele Tutovei, satele componente fiind situate de-a lungul văii râului Tutova: Pogonești pe partea stângă, Belcești și Polocin pe partea dreaptă.
Altitudinea maximă este de 196,11 metri, pe Dealul Săbanu.
Clima este temperat continentală, cu veri calde și ierni reci. În timpul verii, temperaturile pot atinge ușor 35 °C, iarna scăzând până la -20 °C. Verile sunt adeseori secetoase, culturile agricole fiind cele mai afectate.

## Demografie

### Evoluție istorică

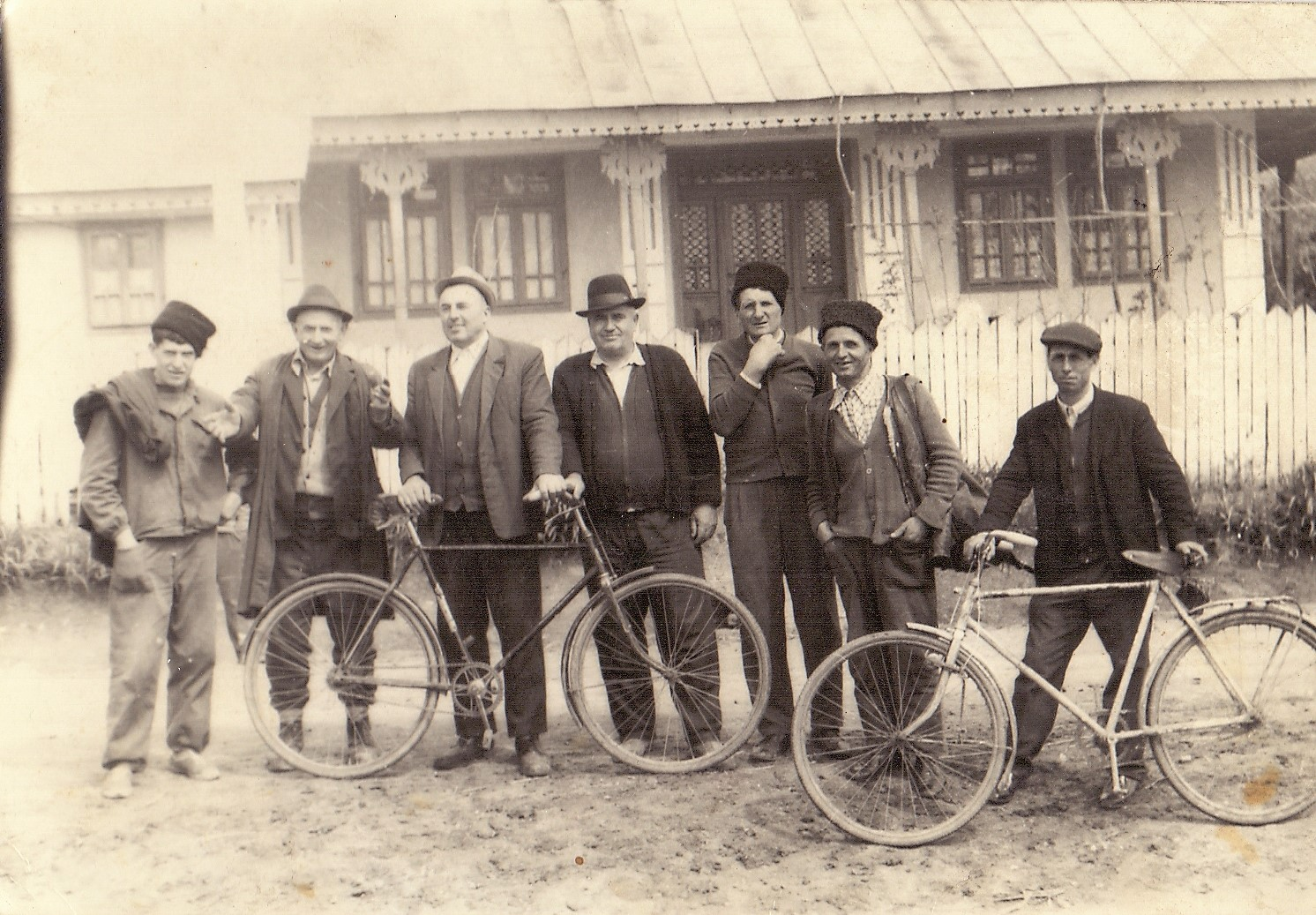
Săteni din Pogonești, anii '70

Conform recensământului din 1885, comuna Pogonești avea o populație de 612 locuitori care locuiau în 175 de case:
|                  | Locuitori | Știau carte | Gospodării |
| ---------------- | --------- | ----------- | ---------- |
| Polocinul de Jos | 96        | 8           | 27         |
| Polocinul de sus | 110       | 6           | 26         |
| Belcești         | 107       | 7           | 27         |
| Pogonești        | 299       | 10          | 95         |
| Comuna Pogonești | 612       | 31          | 175        |

Conform recensământului din 1899, comuna Pogonești avea o populație de 781 locuitori (437 bărbați și 344 femei). Majoritatea locuitorilor erau români (759). Alte etnii cunoscute: 4 austro-ungari, 11 bulgari, 1 grec, 6 sârbi. Din punct de vedere confesional, toți locuitorii erau ortodocși. Analfabetismul avea o rată foarte mare, în jur de 88%:
- dintre locuitorii comunei cu vârsta între 7 și 15 ani, doar 15 (13 băieți și 2 fete) știau scrie și citi . 128 (62 băieți și 66 fete) nu știau carte.
- dintre locuitorii comunei cu vârsta mai mare de 15 ani, 65 (56 bărbați și 9 femei) știau scrie și citi. 434 (222 bărbați și 212 femei) nu știau carte.

### Prezent
Conform recensământului efectuat în 2011, populația comunei Pogonești se ridică la 1.561 de locuitori, în scădere față de recensământul anterior din 2002, când se înregistraseră 1.777 de locuitori. Majoritatea locuitorilor sunt români (96,6%). Pentru 3,27% din populație, apartenența etnică nu este cunoscută.
Din punct de vedere confesional, majoritatea locuitorilor sunt ortodocși (96,67%). Pentru 3,27% din populație, nu este cunoscută apartenența confesională.
Componența etnică a comunei Pogonești
     Români (96,6%)
     Necunoscută (3,26%)
     Altă etnie (0,12%)
Componența confesională a comunei Pogonești
     Ortodocși (96,66%)
     Necunoscută (3,26%)
     Altă religie (0,06%)

## Politică și administrație
Comuna Pogonești este administrată de un primar și un consiliu local compus din 11 consilieri. Primarul, Mihai Apostu[*], de la Partidul Social Democrat, este în funcție din octombrie 2020. Începând cu alegerile locale din 2024, consiliul local are următoarea componență pe partide politice:
|  | Partid                    | Consilieri | Componența Consiliului | Componența Consiliului | Componența Consiliului | Componența Consiliului | Componența Consiliului | Componența Consiliului | Componența Consiliului |
|  | ------------------------- | ---------- | ---------------------- | ---------------------- | ---------------------- | ---------------------- | ---------------------- | ---------------------- | ---------------------- |
|  | Partidul Social Democrat  | 7          |                        |                        |                        |                        |                        |                        |                        |
|  | Partidul Național Liberal | 2          |                        |                        |                        |                        |                        |                        |                        |
|  | Uniunea Salvați România   | 1          |                        |                        |                        |                        |                        |                        |                        |
|  | Forța Dreptei             | 1          |                        |                        |                        |                        |                        |                        |                        |

## Obiective turistice
- Casa Răzeșului din Pogonești
- Stejarul secular cu icoane din Rezervația Naturală Bădeana, la granița cu Comuna Tutova.[10]